# Bouconville
Bouconville település Franciaországban, Ardennes megyében. Lakosainak száma 57 fő (2022. január 1.). Bouconville Autry, Montcheutin, Séchault, Cernay-en-Dormois és Fontaine-en-Dormois községekkel határos.

## Népesség
A település népességének változása:
| Lakosok száma | 111  | 65   | 55   | 50   | 52   | 50   | 53   | 56   | 57   | 57   |
|               | 1968 | 1982 | 1990 | 2006 | 2013 | 2015 | 2017 | 2019 | 2020 | 2022 |